# La Roche-Guyon
La Roche-Guyon è un comune francese di 514 abitanti situato nel dipartimento della Val-d'Oise nella regione dell'Île-de-France.

## Società

### Evoluzione demografica
Abitanti censiti